# Neoprimitivismo
O neoprimitivismo russo foi um movimento artístico lançado pelo Manifesto do Neoprimitivismo, em 1913, de Aleksandr Shevtchenko, pintor e teórico vanguardista.

## O manifesto
No manifesto, Shevtchenko propõe um novo estilo de pintura moderna que faz a fusão entre elementos da arte de Cézanne, do cubismo e do futurismo com as convenções e motivos da  tradicional “arte popular” russa, notadamente sua iconografia e o “lubok”, uma espécie ancestral de histórias em quadrinhos usada com fins decorativos em casas e lugares para hospedagem desde o século XVII.

## O movimento
O neoprimitivismo russo representou uma reação ao que um grupo de artistas, o Rabo de Asno (Oslini khovst), considerava esterilidade e falta de inovação nas vanguardas russas naquele momento, bem como uma afirmação do caráter "primitivo" da arte russa, vista como não ocidental e procedente de bases culturais distintas desta.
Como movimento social e político, é comumente associado com o autor e filósofo John Zerzan, muitas vezes relacionado ao chamado “Movimento neotribalista”.

## Homônimos
No Ocidente, é muito frequentemente usado o termo Neoprimitivismo para descrever o trabalho dos artistas e filósofos que aspiram à ideologia ou estética do primitivismo. Como uma forma de arte moderna é um radical e influente movimento estadunidense dentro da esfera da modificação do corpo.

## Artistas neoprimitivos russos
Os artistas associados com o neoprimitivismo russo, praticaram o neoprimitivismo russo na pintura, mesmo sem fazer parte do grupo neo-primitivista ou que sofreram influência deste incluem:
- David Burliuk
- Marc Chagall
- Pavel Filonov
- Natalia Gontcharova
- Mikhail Larionov
- Kazimir Malevitch
- Aleksandr Shevtchenko
- Igor Stravinski